# 维奥勒堡
维奥勒堡（法語：Viols-le-Fort，法語發音：[vjɔl(s) lə fɔʁ]）是法国埃罗省的一个市镇，位于该省东北部，属于洛代沃区。

## 地理
维奥勒堡（43°44'36"N, 3°42'18"E）面积16.73 平方千米，位于法国奧克西塔尼大區埃罗省，该省份为法国南部沿海省份，南濒地中海，西南接奥德省，西北接塔恩省和阿韦龙省，东北与加尔省接壤。
与维奥勒堡接壤的市镇（或旧市镇、城区）包括：阿热利耶、圣马丹德隆德尔、维奥勒昂拉瓦勒。

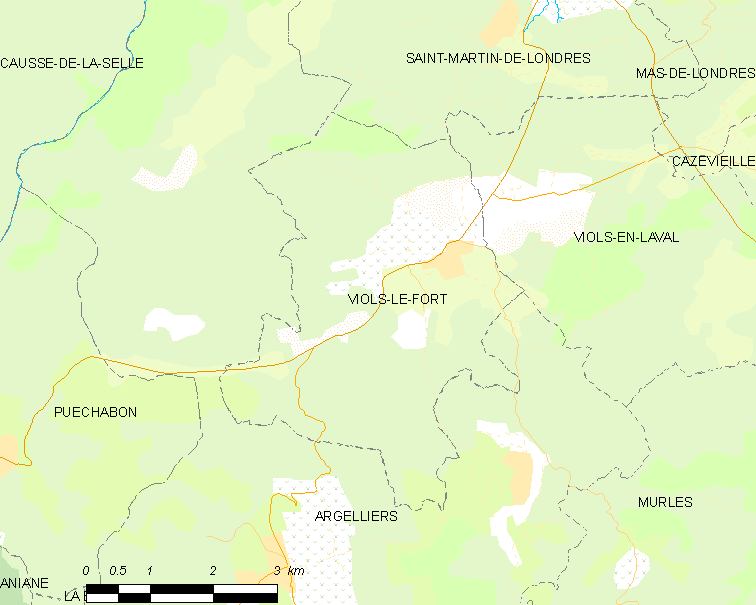
维奥勒堡的OSM定位图

维奥勒堡的时区为UTC+01:00、UTC+02:00（夏令时）。

## 行政
维奥勒堡的邮政编码为34380，INSEE市镇编码为34343。

## 政治
维奥勒堡所属的省级选区为洛代沃县。

## 人口

1962-2008年间维奥勒堡人口变化图示

维奥勒堡于2022年1月1日时的人口数量为1223人。